# Томмі Каммінгс
Томмі Каммінгс (англ. Tommy Cummings, 12 вересня 1928, Сандерленд — 12 липня 2009, Блекберн) — англійський футболіст, що грав на позиції півзахисника. По завершенні ігрової кар'єри — тренер.
Виступав за «Бернлі», а також другу збірну Англії.

## Клубна кар'єра
Народився 12 вересня 1928 року в місті Сандерленд. Вихованець футбольної школи клубу Hylton Colliery Juniors.
У дорослому футболі дебютував у грудні 1948 року виступами за команду клубу «Бернлі», в якій провів п'ятнадцять сезонів, взявши участь у 434 матчах чемпіонату. Більшість часу, проведеного у складі «Бернлі», був основним гравцем команди і став з командою чемпіоном та віце-чемпіоном Англії, переможцем Суперкубка Англії та фіналістом національного Кубка.
У березні 1963 року він прийняв пропозицію клубу Четвертого дивізіону «Менсфілд Таун» бути граючим тренером. Каммінгс з клубом зайняв четверте місце, яке давало право на просування до Третього дивізіону. Після цього гравець завершив ігрову кар'єру і зосередився на тренувальній діяльності

## Виступи за збірну
Провів 3 матчі у складі другої збірної Англії.

## Кар'єра тренера
Кар'єра Каммінгса як тренера «Менсфілд Таун» продовжилась в сезоні 1964/65, в якому клуб не вийшов до Другого дивізіону тільки через гіршу різницю голів у порівнянні з «Бристоль Сіті», який зайняв друге місце. Проте в подальшому клуб не претендував на підвищення у класі.
В липні 1967 року очолив «Астон Віллу». У першому сезоні 1967/68 «віллани» закінчили на низькому 16-му місці Другого дивізіону. Проте Каммінгс залишився в команді, але тільки дві перемоги в перших 18 іграх чемпіонату наступного сезону 1968/69 і тверде місце в зоні вильоту забезпечило його звільнення в листопаді 1968 року. Після цього залишив футбол і працював у бізнесі.
Помер 12 липня 2009 року на 81-му році життя.

## Титули та досягнення
- Перший дивізіон:
  - Переможці (1): 1959—60
  - Друге місце (1): 1961—62

- Кубок Англії:
  - Фіналіст (1): 1961—62

- Суперкубок Англії:
  - Переможець (1): 1960